# Aeroportul Nabire
Aeroportul Nabire (IATA: NBX, ICAO: WABI) este un aeroport din Nabire⁠(d), Papua Tengah⁠(d), Indonezia.
Situat la o altitudine de 6 m, aeroportul dispune de o singură pistă. Este operat de Guvernul Indoneziei.